# Milchaustauscher
Milchaustauscher, kurz MAT, bezeichnet einen Ersatz der Muttermilch für Kälber, der ihnen nach der Biestmilchphase verfüttert wird.
Die Verabreichung von Biestmilch ist vom Gesetzgeber innerhalb der ersten vier Lebensstunden vorgeschrieben. Nach einer einmaligen Biestmilchgabe werden die Kälber häufig auf den Milchaustauscher umgestellt.

## Gründe für den Einsatz von Milchaustauschern
Der Einsatz von Milchaustauscher hat z. B. den Vorteil der Lagerfähigkeit. Im Betrieb gewonnene Rohmilch müsste noch am selben Tag an die Kälber verfüttert werden. Milchaustauscher ist dagegen bei Einhaltung der Lagertemperatur Monate haltbar.
Manche milchproduzierenden Betriebe nutzen Milchaustauscher als Alternative für Rohmilch, wenn diese nicht in ausreichenden Mengen (z. B. nicht-handelsfähige Milch, Übererfüllung der Milchquote) für die Verfütterung an die Kälber anfällt.
Betriebe, die ausschließlich auf Kälberaufzucht oder Kälbermast spezialisiert sind, haben keine Möglichkeit, im eigenen Betrieb gewonnene Rohmilch zu verfüttern und sind auf Milchaustauscher angewiesen.
Ein weiterer Punkt, der den Einsatz von Milchaustauschern beeinflusst, ist der aktuelle Rohmilchpreis im Vergleich zum aktuellen Milchaustauscherpreis. Bei hohen Rohmilchpreisen wird bevorzugt der günstigere Milchaustauscher vertränkt.
Vorteile von Milchaustauschern sind eine konstante und speziell an die Bedürfnisse des Kalbes angepasste Zusammensetzung, eine minimierte Kontamination mit Krankheitserregern und dadurch eine minimierte Krankheitsübertragung. Weiterhin lässt sich die aufgenommene Futtermenge relativ leicht prüfen.

## Beurteilung von Milchaustauschern
Das wichtigste Kriterium zur Beurteilung von Milchaustauschern ist die Zusammenstellung ihrer Hauptinhaltsstoffe. Drei Gruppen können anhand der zu deklarierenden Inhaltsstoffe unterschieden werden.
Die erste Gruppe ist der so genannte Magermilchaustauscher. Er enthält als Hauptproteinquelle Magermilch und zwar mindestens 50 %. Zusätzlich wird Molkepulver als Proteinquelle verwendet. Magermilchaustauscher enthält kein pflanzliches Protein als Proteinquelle. Diese Art von Milchaustauscher ist am teuersten, wird deshalb kaum eingesetzt und ist nur noch selten auf dem Markt verfügbar.
Die zweite Gruppe ist der Nullaustauscher ohne pflanzliches Protein. Als Proteinquelle dienen nur tierische Proteine. Er enthält hauptsächlich Molkepulver oder z. B. Kaseinat als Proteinquelle. Diese Form des Milchaustauschers ist preislich im mittleren Niveau angesiedelt.
Die dritte Gruppe ist der Nullaustauscher mit pflanzlichen Proteinträgern. Hier wird ein Teil des tierischen Proteins durch pflanzliche Proteinträger ersetzt. Als pflanzliche Proteinträger dienen z. B. Sojaprotein, Weizenprotein oder andere Proteinträger wie Erbsenprotein. Pflanzliche Proteine werden vor allem von sehr jungen Kälbern nur schlecht verdaut. Zudem enthalten diese Austauscher Substanzen wie unverträgliche Kohlenhydrate, Glycinin und β-Conglycinin, auf die Kälber mit Durchfallerscheinungen reagieren. Diese Form von Milchaustauscher ist im unteren Preisniveau angesiedelt. Aufgrund der schlechten Verdaulichkeit sollte er nicht bei Kälbern in den ersten 4–6 Lebenswochen eingesetzt werden. Bei älteren Kälbern können pflanzenproteinhaltige Milchaustauscher verfüttert werden. Es sollte aber darauf geachtet werden, dass es sich um gut verträgliche pflanzliche Proteine wie Sojaproteinisolat und Sojaproteinkonzentrat handelt. Milchaustauscher, die zum Beispiel Sojafeinmehl enthalten, sollten keine Verwendung finden.
Diese eindeutige Einteilung geht derzeit verloren. Wirkliche Magermilchaustauscher gibt es kaum noch. Meist wird Magermilchpulver in geringeren Anteilen (<50 %) den Nullaustauschern der dritten Gruppe beigemischt.
Weitere Punkte zur Beurteilung von Milchaustauschern, wie zum Beispiel Verfahren zur Gewinnung und Art der Weiterverarbeitung von Molkepulver, sind ebenfalls wichtig. Der Hersteller ist aber nicht verpflichtet, diese Punkte zu deklarieren.

## Einsatz in der Kälberaufzucht
In der Färsenaufzucht unterscheidet man Normalentwöhnung und Frühentwöhnung. Je nach Aufzuchtform werden die verschiedenen Milchaustauscher eingesetzt. Die Normalentwöhnung beschreibt ein Absetzen des Kalbes von der Milch bzw. vom Austauscher nach 10–12 Wochen. Bei der Frühentwöhnung hingegen werden die Kälber bereits nach 8–10 Wochen abgesetzt, damit sie früher Raufutter aufnehmen. Dementsprechend ist hier der Rohproteingehalt höher.

## Inhaltsstoffe von Milchaustauschern
- Rohprotein: min. 20 %
- Lysin: min. 1,45 %
- Rohfett: max. 10–15 %
- Rohfaser: max. 0,1 %
- Rohasche: max. 8 %
- Calcium: min. 0,9 %
- Phosphor: min. 0,65 %
- Kupfer : 4–15 mg/kg
- Eisen: min. 30 mg/kg
- Sulfat: max. 0,5 %
- Vitamin A: min. 12.000 IE
- Vitamin D: min. 1.500 IE
- Vitamin E: min. 20 mg/kg

## Anwendung in der Fütterung
Der Milchaustauscher wird je nach Rohproteingehalt mit 120–160 Gramm pro Liter Wasser verfüttert.

## BSE
Im Rahmen des sog. BSE-Skandals kam der Verdacht auf, die Krankheit werde durch tierische Fette in Milchaustauschern hervorgerufen. Daraufhin wurde der Ersatz von z. B. Milchfett und Milchprotein durch tierische Nichtmilchfette und -eiweiße verboten.
Allerdings ist bis heute nicht endgültig geklärt, wodurch BSE verursacht wird. Forscher gehen jedoch davon aus, dass Erreger im Tiermehl BSE ausgelöst haben.
Hingegen darf Fischmehl unter bestimmten Voraussetzungen als Bestandteil von pulverförmigen Milchaustauschern verwendet werden.